# Michael Provost
Michael Provost (Atlanta, 24 gennaio 1998) è un attore statunitense.È noto soprattutto per avere interpretato Brick Armstrong nella serie televisiva Insatiable.

## Biografia
Originario di Atlanta, in Georgia, è il terzo di cinque fratelli. Inizia a recitare nel 2011, ma ottiene il suo primo ruolo importante nel 2017, nel film Netflix Reality High. Successivamente, nel 2018, entra a far parte del cast della serie televisiva Insatiable prodotta da Netflix, divenendo uno dei personaggi principali nelle due stagioni che la compongono. Nel 2019 recita in un episodio della quarta stagione della serie TV fantasy Lucifer.

## Filmografia

### Cinema
- Elbow Grease, regia di Jason Shirley (2016)
- Barely Lethal - 16 anni e spia, regia di Kyle Newman (2016)
- #RealityHigh, regia di Fernando Lebrija (2017)
- Saving Zoë - Alla ricerca della verità (Saving Zoë), regia di Jeffrey G. Hunt (2019)
- Plan B, regia di Natalie Morales (2021)
- The Holdovers - Lezioni di vita (The Holdovers), regia di Alexander Payne (2023)
- Horizon: An American Saga, regia di Kevin Costner (2024)

### Televisione
- Reed Bewteen the Lines - serie TV, ep. 1x19 (2011)
- Six - serie TV, ep. 1x02 (2017)
- Chance - serie TV, ep. 2x02-2x03 (2017)
- Shameless - serie TV, ep. 9x04 (2018)
- Insatiable - serie TV, 19 episodi (2018-2019)
- Lucifer - serie TV, ep. 4x08 (2019)
- All Rise - serie TV, ep. 1x08 (2019)
- Fear Street Parte 2: 1978, regia di Leigh Janiak - film Netflix (2021)

## Doppiatori italiani
Nelle versioni in italiano dei suoi lavori, Michael Provost è stato doppiato da:
- Niccolò Guidi in #RealityHigh
- Federico Bebi in Insatiable
- Alessio Puccio in All Rise
- Tommaso Di Giacomo in Feart Street Parte 2: 1978
- Riccardo Suarez in The Holdovers - Lezioni di vita